# Transformers: Prime
Pour les articles homonymes, voir Transformers (homonymie).
Transformers: Prime est une série d'animation américaine en 65 épisodes de 22 minutes créée par Roberto Orci, Alex Kurtzman, Duane Capizzi (en) et Jeff Kline (en), diffusée entre le 29 novembre 2010 et le 26 juillet 2013 sur The Hub.
En France, elle est diffusée depuis le 5 novembre 2011 sur Canal J.
Basée sur l'univers des Transformers, elle prend place dans une continuité différente des séries précédentes et utilise des graphiques en images de synthèse, inspirés à la fois de Transformers: Animated et des films de Michael Bay. Caractérisée par une atmosphère plus sombre que les précédentes, cette série profite de la nature robotique des protagonistes pour représenter des scènes de combats et des morts violentes, qui auraient été censurées s'il s'agissait d'humains.
Cette adaptation a toutefois le mérite de s'attarder sur l'aspect psychologique et émotionnel de leurs personnages ce qui les rend parfois touchants voire bouleversants, en effet même les Decepticons ne sont pas constamment présentés comme des êtres sanguinaires, avides de pouvoir ou n'ayant goût que pour la destruction , pouvant même ainsi développer des qualités telles que le respect, la loyauté, l'honneur voire la compassion.
Cette série a d'ailleurs été récompensée 2 fois par les Daytime Emmy Award.
Un jeu vidéo a été tiré de la série : Transformers: Prime - The Game.

## Synopsis
Après leur fuite de Cybertron détruite par des siècles de guerre, Optimus Prime et ses Autobots ont trouvé refuge sur une petite planète à l'autre bout de la galaxie : la Terre.
Depuis leur arrivée, ils maintiennent leur véritable identité dissimulée en étant des « robots déguisés » (robots in disguise). Les Decepticons les ont suivis et menacent désormais la sécurité des habitants natifs de cette planète, qu'Optimus Prime a juré de protéger. Les Decepticons n'ont plus fait parler d'eux depuis un certain temps. Leur chef, Mégatron, parti en voyage dans l'espace afin de rassembler des troupes, revient sur terre avec l'élément qui pourrait lui apporter la victoire : l'énergon noir.
Cette substance opposée à l'énergon est supposée être le sang d'Unicron et a la capacité de ramener les Cybertroniens morts à la vie. Mégatron veut rassembler une armée de guerriers tombés au combat pour anéantir les Autobots, et commence la construction d'un pont spatial pour les transporter directement depuis Cybertron. La seule chose qui se tienne encore entre lui et la gloire est Optimus Prime. L'équipe qui sert sous les ordres d'Optimus Prime est restreinte : Arcee, Bulkhead, Ratchet et Bumblebee sont les seuls Autobots présents sur Terre car très récemment, ils ont perdu Cliffjumper.
Trois adolescents — Miko, Raf et Jack — découvrent leur existence, et les Autobots décident de les prendre sous leur protection.

## Distribution

### Voix originales
- Peter Cullen : Optimus Prime
- Frank Welker : Mégatron, voix additionnelles
- Sumalee Montano : Arcee
- Jeffrey Combs : Ratchet
- Kevin Michael Richardson : Bulkhead, Makeshift
- Steven Blum : Starscream, Darksteel, voix additionnelles
- Josh Keaton : Jack Darby, Tailgate, voix additionnelles
- Tania Gunadi : Miko Nakadai
- Andy Pessoa : Raf Esquivel
- Daran Norris : Knock Out
- Ernie Hudson : Agent Fowler
- James Horan : Wheeljack
- Adam Baldwin : Breakdown
- Clancy Brown : Silas
- David Sobolov : Shockwave
- Gina Torres : Airachnid
- Nolan North : Smokescreen, Skylynx
- Michael Ironside : Ultra Magnus
- Markie Post : June Darby
- Robert Forster : Général Bryce
- Dwayne Johnson puis Billy Brown : Cliffjumper
- Will Friedle : Bumblebee
- Richard Green : Skyquake
- Tony Todd : Dreadwing
- David Kaye : Hardshell
- John Noble : Unicron
- Peter Mensah : Predaking

### Voix françaises
- Erwin Grünspan : Optimus Prime
- Robert Dubois : Mégatron
- Célia Torrens : Arcee
- Peppino Capotondi : Ratchet
- Claudio Dos Santos : Bulkhead
- Nicolas Dubois : Starscream
- Maxime Donnay : Jack Darby
- Delphine Chauvier : Miko Nakadai
- Raphaëlle Bruneau : Raf Esquivel
- Olivier Cuvellier : Knock Out
- Jean-Michel Vovk : Agent Fowler (1re voix), Skylynx
- Martin Spinhayer : Agent Fowler (2e voix)
- Philippe Allard : Wheeljack
- Bruno Bulté : Breakdown, Shockwave (1re voix), Alpha Trion
- Philippe Résimont : Silas
- France Bastoen : Airachnid
- Frédéric Meaux : Smokescreen, Tailgate, voix additionnelles
- Robert Guilmard : Ultra Magnus
- Élisabeth Guinand : June Darby
- Patrick Waleffe : Général Bryce
- Ludovic Faussillon : Bumblebee
- Jean-Marc Delhausse : Skyquake (1re voix), Predaking, Shockwave (2e voix)
- Patrick Descamps : Unicron, Dreadwing, Skyquake (2e voix), Hardshell
- Bruno Georis : Darksteel

## Personnages

### Autobots

#### Équipe Prime
- Optimus Prime : se transforme en semi-remorque rouge et bleu.

Avant de devenir Prime, Optimus était un clerc connu sous le nom d'Orion Pax. Il était plein de rêves et de projets pour changer la société dans laquelle il vivait. C'est ainsi qu'il connut le gladiateur Megatronus qui deviendrait plus tard Megatron. Quand il reçut la matrice de commandement, il devint le dernier des Primes et doit assurer la survie de la race cybertronienne. Sa nomination n'a pas plu à son ami Megatronus qui, à la tête d'une armée, tenta de s'emparer du pouvoir et poussa Cybertron dans une guerre civile totale. Optimus ne laisse transparaître aucune de ses émotions et est toujours maître de lui-même comme le veut sa fonction de leader. Cependant, sous sa carapace de métal, il possède une grandeur d'âme qui fait de lui un personnage généreux et compatissant. Il se soucie réellement des autres et les place bien avant ses propres besoins. Dans la saison 1 et 2, il se transforme en semi-remorque, mais dans la saison 3, après son évolution, il prend l'apparence d'un camion expérimental de l'Armée Américaine.
- Arcee se transforme en moto.

Arcee occupe le poste d'éclaireur. Peu de choses sont connues d'elle avant la guerre. Elle a eu deux partenaires avant de connaître Jack : Tailgate et Cliffjumper. La torture et l'exécution de Tailgate par Arachnide l'ont traumatisée et l'ont rendue amère mais peu à peu, elle va s'en remettre. Jack est son humain familier et Arachnid est son ennemie jurée.
- Bumblebee : se transforme en voiture de sport (dite Urbana 500 dans une pub télévisée vue dans la saison 2).

Bumblebee est également un éclaireur. Il est le plus jeune membre de l'équipe. Il a un contact très facile avec les enfants et s'adapte plus aisément aux coutumes de la Terre que ses partenaires. Durant la guerre, il perdit son processeur vocal, à cause de Mégatron, ce qui le rendit complètement muet. Ratchet ne put rien faire à part limiter les dégâts. Il s'est lié d'amitié avec l'humain Ralph, qui est également le seul humain capable de le comprendre. Il change sa peinture dans la saison 3. Il retrouve sa voix dans le dernier épisode de la série.
- Bulkhead : se transforme en 4x4 vert.

Bulkhead est un ancien Wrecker (« démolisseur » en VF) et était habitué à prendre des missions très dangereuses. Il incarne la force brute de l'équipe et son arme de prédilection est une sorte de masse qu'il garde sur son bras. Malgré son apparence massive, il est un Autobot très doux et parfois un peu peureux. Miko est l'humaine qu'il protège.
- Ratchet : se transforme en ambulance.

Ratchet est le médecin-major qui s'occupe principalement de garder la base et d'actionner les portails de transports (ground bridge). Il est d'un naturel grincheux et semble n'apprécier ni la Terre ni ses habitants. Cependant, il va finir par développer une certaine amitié pour Ralph qui l'aide avec la technologie terrienne.
- Wheeljack : se transforme en supercar.

Wheeljack fait, tout comme son meilleur ami Bulkhead, partie des Wreckers. Contrairement à sa version d'origine, il apparaît dans la série comme un guerrier et non un scientifique. D'une nature aussi décontractée que rebelle, il s'oppose à toute forme d'autorité, y compris celle d'Optimus Prime. Il est d'ailleurs révélé qu'il a quitté les Wreckers à cause du commandant Ultra Magnus dont il ne supportait pas l'obsession pour la discipline. Il est cependant capable de se montrer humble dans certaines circonstances. 
- Smokescreen se transforme en voiture de course blanche no 38.

Smokescreen est un membre de la garde d'élite sur Cybertron. Sa dernière mission consistait à assurer la protection d'Alpha Trion. Il a toujours aspiré à être un héros et voit sa situation comme une occasion de faire ses preuves. Il prend les couleurs jaunes et bleue dans la saison 3.
- Ultra Magnus : se transforme en camion bleu.

Ultra Magnus est le commandant des Wreckers et le principal lieutenant d'Optimus Prime pendant la guerre de Cybertron, rôle qu'il reprend à son arrivée sur Terre dans la saison 3. Il est très à cheval sur la discipline et le protocole militaire, considérant les Autobots comme des soldats. Au fil des épisodes, il parvient à les voir comme une vraie famille. Il se transforme en semi-remorque bleu et son apparence rappelle fortement celle d'Optimus.

#### Autres Autobots
- Alpha Trion : C'est le Maître Archiviste de Iacon et l'ancien professeur d'Optimus Prime, avant la chute de Cybertron. Il a été tué quand l'armée Decepticon a envahi Iacon, la capitale des Autobots sur Cybertron (avant le début de la série).
- Solus Prime : Elle a créé la forge, une sorte de marteau utilisé pour fabriquer toutes sortes d'armes ou de technologies à partir de matière première.

#### Autobots disparus
- Cliffjumper : se transformait en muscle-car rouge. Cliffjumper était un coéquipier d'Arcee, mais aussi un guerrier féroce. Il a été tué par Starscream dans le premier épisode de la série.
- Tailgate : se transformait en muscle-car bleu et blanche. Identique à Cliffjumper, Tailgate était l'ancien coéquipier d'Arcee, mais aussi un ami proche. Il a été tué par Arachnide, sous les yeux d'Arcee (avant le début de la série).
- Seaspray : Wrecker. Il est tué par Dreadwing qui explosa son vaisseau avec une de ses bombes (Saison 2 épisode 6).
- Roadbuster, Pyro, Impactor, Rotorstorm : Wreckers. Ils sont tous tués durant la Guerre de Cybertron, avant le début de la série. Wheeljack les mentionne dans l'épisode 6 de la Saison 2.

### Decepticons

#### Équipage duNemesis
- Mégatron : se transforme en avion de chasse cybertronien

Leader des Decepticons; extrêmement massif, puissant et cruel, il est craint de ses ennemies et respecté par ses troupes. Avant la guerre, c’était un gladiateur portant le nom de Megatronus, qui était également un très bon ami d’Optimus Prime à cette époque. Il est impitoyable sur son poste de leader, refusant de laisser quelqu'un d'autre que lui diriger les Decepticons à sa place. Il est également très intelligent. Ainsi, quand Optimus devint amnésique, croyant être encore l'archiviste Orion Pax, Mégatron élabora un mensonge suffisamment convaincant pour l'inciter à décoder les coordonnées d'artéfact critique pour la guerre avant qu'il ne retrouve la mémoire. De même, quand Starscream demanda sa réintégration alors qu'il l'avait trahi, Mégatron accepta, de façon à former un front Décepticon uni face aux Autobots, ce qui lui permit de remporter une grande victoire.
- Starscream : se transforme en chasseur terrien

Lieutenant de Megatron chargé des opérations militaires. Le but de Starscream est de prendre la place de Megatron  en tant que leader des Decepticons. Il n’aura donc de cesse d’élaborer des plans pour trahir Megatron. Starscream est très intelligent, cruel et compétent, mais également couard, arrogant et malchanceux. Ces dernières caractéristiques font que ses plans ratent de manière quasi systématique. Il a aussi un certain sens de l'honneur : Ainsi, après avoir été épargné par Arcee alors qu'il était à sa merci, il lui rendra la pareille quand la situation s'inversera. Durant toute la saison 1 et la saison 2, il tente de devenir le chef des Decepticons. Mais à la fin de la saison 2, Megatron accepte de le reprendre à ses côtés, car Starscream lui rapporte les clés Oméga pour reconstruire Cybertron et parce qu'il est meilleur avec lui que contre lui. À partir de cet instant, Starscream reste un loyal commandant en second durant la fin de la saison 2 et toute la saison 3. Dans Predacons Rising, Starcream tente avec Shockwave de lever une armée de Predacons depuis la mort de Mégatron sur Terre. Lorsque son ancien maître revenu d'entre les morts est libéré de l'influence d'Unicron, Starscream tente de se rallier de nouveau à lui seulement pour que Mégatron dissout les Decepticons, laissant Strascream avec l'opportunité d'enfin prendre sa place de chef mais il est vite cerné par les Predacons, venus régler leurs comptes avec lui pour les traitements abusifs qu'il leur a fait subir. Il est révélé dans la série Robot in Disguise qu'il est parvenu à survivre et à leur échapper.
- Soundwave (en) se transforme en drone de chasse terrien

Lieutenant de Megatron chargé de l'espionnage et de communication, Soundwave assure aussi la tâche d’espion dans l’armée Decepticon. Sa particularité étant qu’il ne dit jamais le moindre mot, ne s’exprimant que par des images et échantillons de voix d’autres personnages. Il est le seul Decepticon qui n'ait jamais échoué à la moindre de ses missions. Il est très fidèle à Megatron, on le voit par ailleurs combattre à ses côtés avant la guerre. Ses seuls mots dans la série ont été "Soundwave, supérieur. Autobots inférieurs." 
- Shockwave : se transforme en tank cybertronien

Lieutenant de Mégatron chargé des recherches scientifiques, il fut abandonné sur Cybertron par Starscream, entre autres parce qu'il était très apprécié du chef des Décepticons et parce que Starscream le croyait mort après l'explosion de son pont spatial. Il est retrouvé par Knock Out dans la saison 3, et ramené à Mégatron auprès duquel il reprend son poste. Shockwave ne vit qu’en étant guidé par la logique, comme le montre la mort de Megatron où il s’enfuit avec Starscream et le reste des troupes, choix logique pour éviter de subir le même sort. Mais cette même adhérence à la logique lui joue des tours, l'amenant à croire aveuglément les mensonges de Starscream pour la simple raison qu'ils sont logiques. 
- Knock Out : se transforme en voiture de sport ressemblant à une Aston Martin

Médecin des Decepticons et lieutenant de Mégatron chargé des recherches scientifiques jusqu'au retour de Shockwave. Il rejoindra le camp des Autobots dans le film Predacons Rising. 
- Vehicons : il s'agit du gros des troupes des Décepticons, qui se transforment en voitures de sport et en avions de chasse cybertroniens. Au cours de la série, plusieurs d'entre eux perdent la vie dans la guerre contre les Autobots et durant les batailles intestines entre les Decepticons. Mais à la fin de la saison 3 (épisode 8), plusieurs d'entre eux sont transformés en zombie vampirique par Cylas infecté par la combinaison de l'energon synthétique et l'energon noir et tués par les autres Vehicons et les Insecticons. Plusieurs autres sont tués par Predaking quand il parcourt le Némésis pour tuer Mégatron (épisode 12), laissant un nombre réduit de Vehicons pour affronter les Autobots dans la Bataille Finale (épisode 13).
- Armada de Starscream : il s'agit d'une petite armée de Vehicons argentés se transformant en jet cybertronien comme leurs homologues bleus. La différence est qu'ils sont plus forts et plus résistants. Ils obéissent uniquement à Starscream (et Mégatron). Ils apparaissent pour la première fois dans l'épisode 26 de la saison 2, six d'entre eux sont tués durant la bataille qui s'achève sur la victoire des Decepticons et la destruction de la base Autobot. Ils réapparaissent dans l'épisode 2 de la saison 3, où 5 d'entre eux sont tués par une explosion causée par Wheeljack. Dans l'épisode 4 de la saison 3, la majorité d'entre eux est tuée dans la bataille qui voit la victoire des Autobots et la destruction de Darkmount, la forteresse de Mégatron. Ils apparaissent ensuite dans l'épisode 6 de la saison 3, où 2 d'entre eux accompagnent Starscream et survivent au combat contre les Autobots. Ils accompagnent ensuite Starscream dans l'épisode 11 de la saison 3, pour détruire la base Autobot et survivent tous à l'assaut. Dans l'épisode 12 de la saison 3, plusieurs d'entre eux sont tués par Optimus Prime alors qu'il recherche le Némésis pour secourir Ratchet. Leur dernière apparition est dans l'épisode 13 de la saison 3, les quatre survivants combattent aux côtés de Starscream durant la bataille finale contre les Autobots. L'un d'entre eux est tué par Arcee ou Bumblebee. Les trois autres survivent et s'enfuient après la mort de Mégatron.
- Insecticons : Il s'agit de l'autre grande partie des troupes des Décepticons, qui se transforment en scarabées rhinocéros. Le premier Insecticon apparaît dans l'épisode 2 de la saison 2. Le second dans l'épisode 7 de la saison 2. La ruche Insecticon apparaît pour la première fois dans l'épisode 7 de la saison 2. D'abord sous le contrôle d'Arachnide, dans l'épisode 10 de la saison 2, ils passent sous le commandement de Mégatron dans le même épisode, après la défaite d'Arachnide face à Arcee qui la met en stase. Plusieurs Insecticons dont leur leader Hardshell seront tués par les Autobots et leurs alliés humains. Ils restent loyaux à Mégatron jusqu'à leur dernière apparition dans l'épisode 8 de la saison 3, après qu'Arachnide a été libérée par Cylas, elle le tue et reprend le contrôle des Insecticons. Soundwave les bannit sur la lune de Cybertron avec Arachnide qui les transforme en zombies vampirique car cette dernière a été contaminée par Cylas avant sa mort.

#### Decepticons déserteurs
- Airachnid : se transforme en hélicoptère. Transformée en Vampire Terrorcon dans l'épisode 8 de la saison 3 par Silas/Cylas dans le corps de Breakdown qu'elle tuera puis exilée sur une lune de Cybertron par Soundwave, son sort final est inconnu et on la voit une dernière fois alors qu'elle a été contaminée et transformée en zombie vampirique par Cylas et qu'elle infectera ses Insecticons en zombies vampiriques l'un après l'autre.
- Starscream : se transforme en jet de chasse terrien (anciennement). Comme son T Cog est dérobé par Silas (qui l'a trahi) et il rejoint de nouveau avec les decepticons et réclame de réexploiter et restaurer son mode véhicule.

#### Autres Decepticons
- Laserbeak : mini-drone qui forme une partie du torse de Soundwave

### Decepticons disparus
Saison 1
- Skyquake : se transformait en avion de chasse vert. Réveillé par Starscream, il est tué par Bumblebee dans l'épisode 6. Starscream le ressuscite en Zombie dans l'épisode 15, puis il est emprisonné dans la Zone d'Ombre. Son sort final est inconnu.
- Makeshift : métamorphe ayant emprunté l'apparence de Wheeljack pour tromper les Autobots. Il est tué par le même Autobot dans l'épisode 8.

Saison 2
- Breakdown : se transformait en tout-terrain blindé. Il perd son œil gauche après avoir été capturé par la MECH dans l'épisode 16 de la saison 1 et reçoit une prothèse. Il est tué par Arachnide dans l'épisode 7 de la 2eme saison. Son corps est récupéré par la MECH et ensuite utilisé comme une armure pour Silas (blessé dans la saison 2 épisode 8) qui fusionne avec celui ci.
- Les 5 Clones de Starscream : Ils sont créés par Starscream dans l'épisode 10, dans le Harbinger, un autre Vaisseau Decepticon, pour assassiner Mégatron. L'un est tué par Bulkhead, trois autres par Mégatron et le dernier par Starscream après qu'il a essayé de le tuer.
- Hardshell : Leader Insecticon. Il est tué par Miko dans l'épisode 16, pour venger Bulkhead gravement blessé.
- Dreadwing : se transformait en avion de chasse bleu. D'abord loyal à Mégatron, dont il était le second en l'absence de Starscream, il découvre dans l'épisode 24 que ce dernier a transformé Skyquake (son jumeau) en zombie. Il tente de l'éliminer dans l'épisode 25, mais il est tué par Mégatron pour avoir refusé d'obéir à son ordre d'épargner Starscream.

Saison 3
- Bombshock (Insecticon): Il est tué et contaminé en zombie vampirique par Arachnide dans l'épisode 8, après qu'elle a été transformée en zombie vampire terrorcon.
- Insecticon parlant (non nommé, épisode 16 de la Saison 2): Avec Hardshell et Bombshock, ils sont les 3 seuls Insecticons de la série à savoir parler. Comme Bombshock, Il survit à toutes les batailles contre les Autobots. Il est tué et contaminé en zombie vampirique par Arachnide dans l'épisode 8, après qu'elle a été transformée en zombie vampire terrorcon.
- Insecticons: Ils sont tués et contaminés en zombie vampirique par Arachnide dans l'épisode 8,  après qu'elle a été transformée en zombie vampire terrorcon.
- Prédacons (escouade): Ils sont tués par Ultra Magnus et Wheeljack dans l'épisode 9, quand ils font exploser le laboratoire de Shockwave.

### Humains

#### Principaux
- Jackson « Jack » Darby (coéquipier d'Arcee) : Jackson Darby est un lycéen de 16 ans qui travaille pendant ses heures libres dans un fast-food. Il est entraîné dans le conflit des Autobots et des Decepticons après s'être retrouvé accidentellement dans un combat opposant l'Autobot Arcee à deux Vehicons. D’abord réticent, Jack finit par accepter son implication dans ce conflit ainsi que la protection d'Optimus Prime. Au fil des épisodes, il nouera un lien fort avec son gardien, Arcee qui finit par le considérer comme un partenaire. Son souci pour la sécurité de Miko et de Raf le met souvent dans une position de leader de groupe car il possède le sang-froid nécessaire pour faire face aux situations dangereuses. On ne connait pas son père.
- Miko Nakadai (coéquipière de Bulkhead) : Miko Nakadai est une étudiante japonaise de 15 ans dotée d'un fort caractère qui apprécie les vêtements punk et la musique heavy metal. Originaire de Tokyo, elle quitte ses parents aimants et ses deux chats Chi Chi et Ding Dong car elle trouve cette vie ennuyeuse. Elle saute sur l'occasion quand elle découvre un programme d'études linguistiques aux États-Unis et se fait transférer à Jasper. Le côté « aventure » de la situation prend si souvent le pas sur sa prudence qu'elle se met en danger en suivant les Autobots dans leurs missions les plus dangereuses. Cette attitude démontre qu'elle n'a aucun respect pour sa propre sécurité ni pour celle de ses amis. Cependant, Miko évolue et prend conscience de la dangerosité des situations dans lesquelles elle pousse ses camarades et auxquelles elle s'expose elle-même (saison 2). Elle partage une relation privilégiée avec son gardien, Bulkhead, qui se comporte comme un parent envers elle, à son grand dam.
- Rafael « Raf » Jorge Gonzales Esquivel (coéquipier de Bumblebee) : Rafael Esquivel est un jeune garçon de 12 ans, intelligent et timide, qui a une vaste connaissance des ordinateurs et des appareils électroniques. Rafael vient d'une très grande famille, originaire d'Espagne. Plutôt mis en retrait par rapport à Jack ou à Miko, il passe beaucoup de temps avec Bumblebee, son gardien. En effet, Rafael est le seul humain capable de comprendre le défaut d'élocution du plus jeune des Autobots. Le garçon a aussi développé un lien particulier avec Ratchet, lui donnant conseils et assistance dans les moments difficiles. Quant à sa mère, on ne voit pas son visage. Son père est inconnu.
- Agent Spécial William « Bill » Fowler : William Fowler est un agent du gouvernement et un ancien Ranger, qui sert d'officier de liaison entre les Autobots et le Gouvernement des États-Unis. Il arrive que les Autobots l'appellent pour obtenir une assistance humaine. Cependant, c'est surtout quand les Transformers entreprennent quelque chose qui menacerait la sécurité nationale du pays que l'Agent Fowler est appelé à débarquer dans la base Autobot. Il est démontré aussi comme étant un pilote qualifié, que ce soit en hélicoptère ou en avion de combat, fournissant de temps en temps un support aérien pour les Autobots basés au sol.

#### MECH
Cette organisation fait sa première apparition dans l'épisode 9 Convoy de la saison 1. Il s'agit d'une organisation terroriste, qui veut imposer un nouvel ordre mondial en s'appropriant la technologie la plus avancée. De ce fait, lorsqu'ils découvrent l'existence des Autobots et des Decepticons, leur technologie les intéresse grandement. Leurs affrontements avec les deux camps leur permettent de lancer le Projet Chimère qui se conclura par la création de Némésis Prime et sa destruction des mains d'Optimus Prime, ainsi que Silas mortellement blessé. Ils font leur dernière apparition dans l'épisode 19 de la saison 2 : Après avoir ressuscité Silas en utilisant le corps de Breakdown, ce dernier, impressionné par leur ingéniosité, mais ne se considérant plus comme un humain et n'ayant plus besoin de leurs services massacre tous ses hommes, anéantissant la MECH. L'organisation disparaît définitivement à la mort de Silas dans l'épisode 8 de la saison 3.
- Colonel Leland « Silas » Bishop : Silas, chef de la MECH, est un ancien membre de l'unité spéciale tactique de l'Armée Américaine qui, par ambition, s'est détourné de son ancienne fonction. Cet homme d'un certain âge, dont le visage est orné de balafres, est extrêmement dangereux car nul ne connaît vraiment ses intentions. Il est vaincu en étant écrasé par le corps de Némesis Prime. Bien qu'il ait survécu et blessé, ses organes ont été trop endommagés pour qu'il puisse de nouveau vivre. Dans l'épisode 19 de la saison 2, il est installé et fusionné dans le corps de Breakdown et se rebaptise C.Y.L.A.S (CYbernetic Lifeform Augmented by Symbiosis). Il n'hésite pas à trahir et exterminer ses hommes pour ensuite se joindre aux Decepticons en leur offrant une arme capable d'éliminer les Autobots. Malheureusement pour lui, il échoue à sa mission confié par Megatron et en guise de récompense, il finit comme cobaye de Knock Out et Starscream, qui le transforment involontairement en zombie vampirique (par la combinaison de l'energon synthétique et l'energon noir) et contamine plusieurs Vehicons en zombies vampiriques. Il sera tué par Arachnide non sans l'avoir transformée en zombie vampirique à son tour, dans l'épisode 8 de la saison 3.
- Chirurgien de la MECH : c'est le lieutenant de Silas chargé des recherches scientifiques, l'aidant dans ses projets (arracher l'œil de Breakdown, tenter de prendre le cœur d'Arcee, extraire le T-cog de Bumblebee puis de Starscream, et enfin tester Nemesis Prime). Après avoir sauvé Silas, en l'intégrant dans le corps de Breakdown, il est exécuté avec le reste de ses hommes par son propre patron.
- MECH 1 : c'est le lieutenant de Silas chargé des opérations militaires. Il trouve les restes de Breakdown après qu'il a été tué par Arachnide (saison 2 épisode 7). Quand Silas se retourne contre la MECH, il est exécuté avec le reste de ses hommes par son propre patron.
- Chef pilote MECH : c'est le lieutenant de Silas chargé des opérations aériennes. Il participe activement aux plans de Silas (voler le SGDN, affronter Bulkhead et Breakdown, puis transporter Silas et ses troupes à la base après avoir volé le T-cog de Bumblebee). Quand Silas se retourne contre la MECH, il est exécuté avec le reste de ses hommes par son propre patron.
- Soldats MECH : infanterie de la Mech. Durant leurs affrontements avec les Autobots et les Decepticons, beaucoup de soldats sont abattus. Quand Silas se retourne contre la MECH et déclare ne plus avoir besoin d'eux, les survivants sont exécutés avec le Chirurgien, le Chef Pilote et MECH 1.
- Conducteurs MECH : conduisent les véhicules de la MECH. Durant leurs affrontements avec les Autobots et les Decepticons, beaucoup de soldats sont abattus. Quand Silas se retourne contre la MECH et déclare ne plus avoir besoin d'eux, les survivants sont exécutés avec le Chirurgien, le Chef Pilote et MECH 1.

#### Autres humains
- June Darby : La mère de Jack est infirmière à l’hôpital de Jasper. Pendant une grande partie de la saison 1, elle ignore la présence des cybertroniens et croit qu'Arcee n'est une moto ordinaire que son fils s'est procurée. Il est intéressant de noter que Jack ne précise pas à sa mère comment. Dans l'épisode Crisscross, June finit par découvrir le secret de son fils d'une manière brutale quand elle est enlevée par la MECH et est confrontée à Arachnid, un membre renégat de la faction Decepticon. À la suite de ces événements, Jack est contraint de lever le voile sur ses « activités parallèles » et introduit sa mère auprès de l'équipe d'Optimus Prime. Elle devient un des rares alliés adultes des Autobots intervenant principalement pour s'assurer de la sécurité des enfants. Être une mère divorcée qui élève son fils seule la pousse à contrôler les sorties de son fils avec Arcee et à questionner la nécessité d'impliquer ce dernier dans des missons que les robots pourraient accomplir sans lui. Cette attitude surprotectrice est le résultat de son inquiétude constante face aux malheurs possibles qui pourraient atteindre les enfants, et plus particulièrement son fils. June montre également un certain intérêt pour le leader des Autobots, Optimus Prime. Son mari est inconnu.
- Général Bryce : Le Général Bryce est le supérieur hiérarchique de l'Agent Fowler, qui travaille au Pentagone. Malgré les efforts de Fowler, il se méfie des Autobots et n'est pas convaincu par l'idée d'une alliance avec eux. Bryce a assigné Fowler à l'Équipe d'Optimus Prime pour s'assurer qu'ils ne deviennent pas une menace pour l'humanité.
- Vogel : C'est un ouvrier qui travaille dans les métros de New-york. Il fut un allié des Autobots dans l'épisode Tunnel Vision
- Sierra : Sierra est une lycéenne rousse, souvent en jupe, pour qui Jack a le béguin. Celle-ci en revanche ne lui montre que très peu d'intérêt et ne le remarque que très rarement. Elle semble trouver Jack gentil mais il est difficile d'en déduire quoi que ce soit car elle lui parle très peu. Elle n'a pas conscience de l'existence des Transformers.
- Vince : Vince est un étudiant, qui est au même lycée que Jack et Sierra. Il est arrogant et très désagréable avec Jack, le provoquant à chaque rencontre. Vince participe aussi quelquefois à des courses de rue, et finira par être en compétition avec Jack au cours de l'une d'elles. Malheureusement pour Vince, le Decepticon Knock Out y participera également et croisera sa route. Dans l'épisode Legacy, il lance une pizza sur Smokescreen et Jack, lesquels lui créèrent un accident de voiture (dont les seules "victimes" furent des dizaines de hamburgers). Il ne sera jamais au courant de l'existence des Transformers.

### Autres entités
- Terrorcons: Anciens guerriers Autobots et Decepticons ressuscités sous forme de zombie par l'Energon noir. Ces derniers n'ont aucune volonté propre et ne suivent qu'un instinct destructeur. Seuls Megatron est en mesure de les contrôler. Dans la saison 3, Starscream et Knock Out créent sans le vouloir des Terrorcons pris d'une soif insatiable d'Energon. Et tels de vampires, volent l'Energon de leurs cibles tout en les contaminants. Mégatron ne peut les contrôler contrairement aux Terrorcons classiques. Dans le film Predacons Rising, Unicron crée des Terrorcons à partir de cadavres de Predacons et s'en sert dans l'objectif de détruire Primus.
- Unicron : Seigneur du Chaos et de la Destruction, il est l'opposé de Primus. Son corps forme le noyau terrestre.
- Primus : Seigneur de l'Ordre et de la Création, il est l'opposé d'Unicron. Il est cité à plusieurs reprises dans la série.
- Nemesis Prime : Clone d'Optimus Prime créé par la MECH. Il est détruit par Optimus dans l'épisode 8 de la Saison 2.
- Le Némésis. Le vaisseau-amiral de Mégatron ainsi que le plus puissant vaisseau de guerre Decepticon. Dans l'épisode 11 de la saison 2, Mégatron tente d'utiliser l'Energon noir comme carburant pour le Némésis, ce qui rend le vaisseau plus performant mais le dote également d'une conscience au point qu'il se retourne contre les Decepticons. Il perdra cependant cette conscience après l'intervention de Jack, Raf et Miko qui lui retirent l'Energon noir.

## Univers des Transformers

### Lexique
- Energon : Source de vie de tous les Cybertroniens. De couleur bleue, il est extrêmement toxique pour les formes de vie organique.
- Energon noir : Considéré comme étant le sang d'Unicron, de couleur violet, l'energon noir a pour particularité de ressusciter les morts, cependant ces zombies ne possèdent aucune volonté propre et agissent par instinct. Un cybertronien vivant peut néanmoins utiliser l'energon noir et contrôler les zombies, mais cela peut s'avérer dangereux. Seul Mégatron a pu supporter la puissance de l'energon noir. Starscream n'a pu le faire que très brièvement. Lorsqu'on combine avec l'Energon synthétique, cela peut changer en zombie vampirique.
- Energon synthétique : Energon artificiel censé servir de substitut à l'Energon. Sous sa forme incomplète, l'Energon synthétique est de couleur verte et rend son utilisateur plus puissant et plus rapide, mais le rend également agressif. Sous sa forme finalisée, il a la même couleur que l'Energon classique et a donc les mêmes propriétés que ce dernier. Lorsqu'on combine avec l'Energon noir, cela peut changer en zombie vampirique.
- Tox-En : Energon de couleur verte et émanant de la fumée, il est toxique pour les cybertoniens. Une exposition trop prolongée peut s'avérer fatale.
- Energon rouge : Energon de couleur rouge qui augmente la vitesse de son utilisateur.
- Peste bionique (Cybertronic plague en VO) : Maladie créée par Megatron dans le cadre du programme de guerre biologique pendant la grande guerre de Cybertron. Apparition dans l'épisode Dans l'esprit de Megatron (Sick Mind).
- Pont terrestre (Ground bridge en VO) : Système de transport employé à la fois par les Autobots et les Decepticons sur la Terre. Il ne couvre pas les zones en dehors de la stratosphère.
- Pont spatial : Version supérieure du pont terrestre, qui est utilisé pour se déplacer dans l'univers
- Connexion cortico-psychique (Cortical psychic patch en VO) : Il s'agit d'une invention des Decepticons créée par Shockwave pour récolter des informations dans l'esprit des prisonniers Autobots. Un câble est branché dans la tête du « patient » et celui de l'inquisiteur. La moindre mauvaise manipulation peut entraîner la folie.
- Dévoreur  (Scraplet en VO) : Créature minuscule qui, malgré son apparence innocente, consomme le métal et en particulier le métal dit « vivant », comme les Cybertroniens. Ils ne sont liés à aucune faction et sont considérés comme de la vermine aussi mortelle que la peste bionique. Ils sont sensibles aux températures basses. Il est intéressant de noter qu'ils ne sont appelés dévoreurs en VF que lors de leur première apparition. Dans les épisodes Orion Pax, ils sont appelés Scraplets
- Vector Sigma : Super ordinateur situé sur Cybertron contenant toutes les données relatives aux Primes.
- Cyber-matière : Permet de reconstruire Cybertron et tout ce qui est Cybertronien. Elle se crée par la fusion de l'Energon avec de l'acide cyber-nucléique.

### Lieux
- Kaon : Capitale des Decepticons sur Cybertron.
- Iacon : Capitale des Autobots sur Cybertron.
- Serrure Oméga : Structure construite dans le but de permettre de faire renaître Cybertron.
- Base Autobot : Première base des Autobots, une ancienne base de missile désaffectée. Elle est détruite dans le dernier épisode de la Saison 2 par le Némésis.
- Darkmount : Forteresse Decepticon sur Terre vue dans les 4 premiers épisodes de la saison 3. Détruite par les Autobots et leurs alliés humains. Une autre Darkmount existe sur Cybertron.
- Le Némésis : Vaisseau des Décepticons et principale base d'opération de ces derniers.

## Liste des épisodes

### Saison 1 (2011)
1. Le Retour des Decepticons
2. Le Retour de Mégatron
3. L'Enlèvement
4. L'Avènement des ténèbres
5. La Résurrection
6. Skyquake, le retour
7. Les Dévoreurs
8. L'Imposteur
9. Le SGDN
10. Le collecteur
11. À toute vitesse !
12. Prédateur
13. Dans l'esprit de Mégatron
14. Bumblebee sous contrôle
15. Zone d'ombre
16. Opération Breakdown
17. La Vengeance d'Arachnide
18. Attraction métallique
19. Le Huis clos
20. L'Immobiliseur
21. La Formule invasive
22. La Métamorphose de Ratchet
23. La Prophétie
24. Le Réveil d'Unicron
25. L'Offre de Mégatron
26. Dans le cœur d'Unicron

### Saison 2 (2012)
1. Orion Pax (1/3)
2. Orion Pax (2/3)
3. Orion Pax (3/3)
4. Opération Bumblebee (1/2)
5. Opération Bumblebee (2/2)
6. Le Retour de Wheeljack
7. Trahisons
8. Nemesis Prime
9. Question de confiance
10. L'Armada
11. Perte de contrôle
12. Aliens dans le métro
13. La Seconde Relique
14. Virus
15. Energon toxique
16. Vengeance
17. Coéquipiers
18. Nouvelle Recrue
19. L'Homme et la Machine
20. Héritage
21. L'Alpha et Oméga
22. Coup bas
23. La Dernière Clé
24. Réintégration
25. Retour sur Cybertron
26. Le Nouveau Kaon

### Saison 3 (2013)
1. Le Règne de Mégatron
2. Le Secret de Shockwave
3. Ultra Magnus
4. Rébellion
5. Les Clones de Shockwave
6. Predator
7. Wrecker un jour, Wrecker toujours
8. Les Mutants de l'Energon noir
9. La Menace Predacon
10. Complot planétaire
11. L'Otage
12. L'Ultime Affrontement
13. La Reconstruction

### Transformers Prime Beast Hunters: Predacons Rising
Transformers Prime Beast Hunters: Predacons Rising est un téléfilm de 65 minutes diffusé le 4 octobre 2013 aux États-Unis, et qui termine l'histoire de la saison 3.
Unicron n'a pas été complètement détruit. Il a pris possession du corps de Mégatron et rêve de se venger des Autobots et d'anéantir Cybertron. Cet ennemi redoutable provoque une alliance entre les Autobots, les Decepticons, Predaking et deux nouveaux Predacons, qui se lancent dans une bataille pour protéger leur planète.